# Jean Wettstein
Jean Wettstein (Mulhouse, 13 marzo 1933) è un ex calciatore francese, di ruolo portiere.

## Carriera

### Club
Ha giocato nel Mulhouse tra il 1952 ed il 1963, sempre nel Championnat de France amateur.

### Nazionale
Venne convocato nella Nazionale olimpica di calcio della Francia, per disputare le XVII Olimpiadi. Con i blues, giocando nel pareggio contro l'India, ottenne il secondo posto del girone D della fase a gruppi, venendo eliminato dalla competizione.

## Statistiche

### Cronologia presenze e reti nella Nazionale Olimpica
| Cronologia completa delle presenze e delle reti in nazionale ― Francia Olimpica | Cronologia completa delle presenze e delle reti in nazionale ― Francia Olimpica | Cronologia completa delle presenze e delle reti in nazionale ― Francia Olimpica | Cronologia completa delle presenze e delle reti in nazionale ― Francia Olimpica | Cronologia completa delle presenze e delle reti in nazionale ― Francia Olimpica | Cronologia completa delle presenze e delle reti in nazionale ― Francia Olimpica | Cronologia completa delle presenze e delle reti in nazionale ― Francia Olimpica | Cronologia completa delle presenze e delle reti in nazionale ― Francia Olimpica |
| Data                                                                            | Città                                                                           | In casa                                                                         | Risultato                                                                       | Ospiti                                                                          | Competizione                                                                    | Reti                                                                            | Note                                                                            |
| ------------------------------------------------------------------------------- | ------------------------------------------------------------------------------- | ------------------------------------------------------------------------------- | ------------------------------------------------------------------------------- | ------------------------------------------------------------------------------- | ------------------------------------------------------------------------------- | ------------------------------------------------------------------------------- | ------------------------------------------------------------------------------- |
| 29/08/1960                                                                      | Grosseto                                                                        | Francia olimpica                                                                | 1 – 1                                                                           | India olimpica                                                                  | Olimpiadi 1960                                                                  | -1                                                                              |                                                                                 |
| Totale                                                                          |                                                                                 | Presenze                                                                        | 1                                                                               |                                                                                 | Reti                                                                            | -1                                                                              |                                                                                 |